# Pete Rose
Peter Edward Rose Sr. (Cincinnati, Ohio, 14 de abril de 1941-Las Vegas, Nevada, 30 de septiembre de 2024),más conocido como Pete Rose, fue un jugador y mánager de béisbol estadounidense.
Considerado uno de los mejores bateadores de la historia, Rose fue tres veces campeón de la Serie Mundial, una vez MVP de la Liga Nacional y diecisiete veces All-Star. Ostenta el récord de más partidos jugados (3562), hits (4256) y turnos al bate (14.053) de la historia de la MLB.
En 1989, cuando era mánager de los Cincinnati Reds, fue apartado de la liga al ser acusado de apostar en partidos de béisbol, incluyendo los de su equipo. En 1991, la Asociación de Escritores de Béisbol de América declaró a Rose permanentemente inelegible para formar parte del Salón de la Fama del Béisbol.

## Carrera como jugador

### Era de novato con los Cincinnati Reds
Comenzó su carrera en las ligas menores del equipo Cincinnati Reds justo después de su graduación de la secundaria, donde no se distinguió como buen estudiante. Ya en 1963 fue llamado al equipo de las mayores, y  en un juego de primavera se ganó su sobrenombre de parte de Whitey Ford cuando alcanzó de forma temeraria un probable home run de Mickey Mantle.
En el año de su debut se ganó el reconocimiento como novato del año con promedio de 0,273 de bateo y 170 hits. Al año siguiente bateó para un discreto 0,269.

### Leones del Caracas
Para el invierno de 1964 ya siendo una figura de renombre en MLB por ganar el premio al novato del año la temporada anterior los Leones del Caracas le hacen una oferta irrechazable para hacerse de sus servicios por la temporada 1964-1965 en la LVBP; en la cual no defraudó dejando buenos números bateando para 0,351 con 5 jonrones, 19 carreras impulsadas, 11 dobles y 41 carreras anotadas en 44 compromisos con los melenudos, llegando a la final aunque sucumbieron ante los Tiburones de la Guaira.
Años después en una entrevista para el Diario Panorama Pete declararía lo siguiente: 
"Jugué fuerte en ese invierno. Fui con una meta, una misión, y la cumplí, porque cuando regresé de Venezuela fue que empecé a batear 200 hits, .sobre 300 por temporada y a ganar títulos de bateo en Grandes Ligas. Y eso fue porque aprendí a batear en Venezuela"

### Era dorada con los Cincinnati Reds
En 1965 logró su primera temporada de quince consecutivas con average ofensivo arriba de 0,300. En ese periodo ganó tres títulos de bateo (1968, 1969 y 1973), dos de los cuales los obtuvo hasta el final de la temporada. Precisamente el de 1969 fue el más emocionante, ya que en el último partido de la temporada le arrancó el liderato a Roberto Clemente.
En 1970 Rose dio otra muestra de su agresividad en el terreno. En el Juego de Estrellas se dirigió al home para anotar la carrera ganadora en el episodio doce, pero lo logró llevándose por delante al cácher de Oakland Ray Fosse, a quien le dislocó el hombro. 
El equipo de los Reds, conocido como The Big Red Machine durante los años 1970, tuvo a Rose como su líder. Junto a él se encontraban otras figuras de renombre, entre ellas: Johnny Bench, Tony Pérez, Joe Morgan y David Concepción. Los Reds se encontraban bajo la dirección de Sparky Anderson, y en 1972 lograron llegar a la Serie Mundial frente a los Athletics, pero perdieron en siete juegos. En 1973 Rose tuvo su mejor temporada con un porcentaje de 0,338 y 230 hits, y fue nombrado jugador más valioso de la Liga Nacional. Además alcanzó con el equipo la final divisional que perdieron frente a los Mets. En el juego tres de dicha serie inició una reyerta con el campocorto Bud Harrelson que terminó en una multitudinaria pelea.
En 1975, Rose fue movido del jardín izquierdo a la tercera base. De hecho, se caracterizó por jugar diferentes posiciones en el terreno, y también era bateador ambidiestro. Los Reds llegaron a la Serie Mundial enfrentando a los Red Sox, la cual muchos consideran la mejor de la historia pues dejó varios momentos memorables y emocionantes. Cincinnati se alzó con el título en siete juegos y Pete fue elegido como el más valioso. The Big Red Machine repitió al año siguiente la corona frente a los Yankees, a quienes barrieron en cuatro juegos, a pesar de que su jugador estrella bateó apenas para 0,188 en el clásico de otoño.
En 1978 acaparó la atención del público al amenazar el histórico récord de 57 juegos consecutivos bateando al menos un hit que ha pertenecido a Joe DiMaggio, pero terminó la racha en 44 juegos, otro récord compartido en la Liga Nacional. Esa misma temporada alcanzó la marca de 3.000 hits.

### Philadelphia Phillies
El siguiente año, Rose partíó de Cincinnati para Philadelphia. Dejó su huella en los Phillies al lograr en cinco temporadas tres títulos divisionales y dos apariciones en serie mundial, logrando una de ellas en 1980. 

### Montreal Expos
Siendo ya un cuarentón, partió en 1984 al equipo de los Expos. Con ellos alcanzó los 4.000 hits. Sin embargo, su pobre average de bateo lo mandó a la banca. 

### Regreso a los Reds
Ese mismo año, precisamente en el mes de agosto, retornó a su antiguo equipo de los Reds con el doble rol de mánager y jugador, y ya con el récord de Ty Cobb de 4.191 hits a la vista. Fue el 11 de septiembre de 1985 el día en que Rose entró a los libros de marcas al pegar su hit 4.192 frente al pitcher Eric Show de San Diego. 
Su actividad como jugador cesó en 1986. 

## Carrera como mánager
Continuó como mánager y logró cuatro segundos lugares divisionales para los Reds desde 1985. En 1988 protagonizó otro penoso incidente al dar un empujón a un umpire,  y por ello fue suspendido treinta días.

## Sanción por apuestas
En 1989 Rose fue acusado de involucrarse en apuestas que eventualmente perjudicarían los resultados de su equipo. El 24 de agosto del mismo año, después de una lucha legal, el comisionado de las grandes ligas Bart Giammati y Pete Rose llegaron a un acuerdo en el que la organización no seguiría con las investigaciones, pero Rose sería alejado de la actividad del béisbol. Sin embargo, los problemas legales continuarían, pues el siguiente año fue sentenciado a prisión por cinco meses por evasión de impuestos.
Rose ha admitido estar involucrado en las apuestas, negando haberlo hecho en contra de su equipo. El debate sobre el perdón de parte de la organización de las Grandes Ligas y su reinstalación y potencial ingreso al Salón de la Fama continúa hasta el día de hoy. Aunque el 28 de julio de 2009, el comisionado de baseball Bud Selig ponderó la posible readmisión de Rose para ser electo al Salón de la Fama, en la que ya se ha visto el apoyo de exjugadores, como de miembros ya exaltados como Hank Aaron.
En el All-Star de la MLB de 2015, fue invitado para la ceremonia inicial de este gran evento, donde fue presentado como uno de los cuatro fantásticos de todos los tiempos por los Rojos de Cincinnati. Esto provocó especulaciones sobre los avances de un perdón oficial para Pete Rose, pudiendo luego ser inducido al Salón de la Fama en Cooperstown, Nueva York. Pero eso sólo ha sido un gesto cortés de la organización hacia el ídolo de los Rojos 

## Muerte
Pete Rose murió en su casa de Las Vegas, Nevada, el 30 de septiembre de 2024, a la edad de 83 años. Había asistido a un evento de firma de autógrafos en Franklin, Tennessee, el día anterior. Rose se convirtió en el primer jugador en morir mientras aún no era elegible después de ser expulsado por uno de los sucesores del comisionado Kenesaw Mountain Landis, así como el primer jugador en morir mientras aún no era elegible desde la muerte de William D. Cox en 1989.

## Récords y logros
Además de los numerosos récords que estableció y los títulos individuales que ganó, Rose también fue honrado con el Premio Hutch de 1968, el Premio Lou Gehrig Memorial de 1969 y el Premio Roberto Clemente de 1976. A pesar de su estado de inelegibilidad permanente para el Salón de la Fama, Rose recibió el 9.5% de los votos (17º lugar en general) en su primer año en la boleta para la BBWAA. Continuó recibiendo votos durante los siguientes dos años, pero no logró alcanzar el mínimo del 5% para mantenerse en la boleta electoral. Rose fue incluida en el Santuario de los Eternos del Relicario de Béisbol en 2010. 
Rose fue convocado al Juego de Estrellas de la Liga Nacional diecisiete veces. Solo tres jugadores de la Liga Nacional (Hank Aaron, Willie Mays y Stan Musial) y cinco jugadores de la Liga Americana (AL) (Mickey Mantle, Cal Ripken, Ted Williams, Rod Carew y Carl Yastrzemski) tienen más apariciones. Fue votado como el Jugador Más Valioso de la Liga Nacional en 1973, pero también terminó entre los cinco más votados en 1968, 1969, 1975 y 1976. Lideró la liga en promedio de bateo tres veces (1968, 1969, 1973), en apariciones en el plato y hits siete veces, en juegos jugados y dobles cinco veces, en turnos al bate y carreras anotadas cuatro veces, y en porcentaje de embasarse dos veces (1968, 1979).